# خواهر رزتا ثارپ
خواهر رزتا ثارپ (انگلیسی: Sister Rosetta Tharpe; ۲۰ مارس ۱۹۱۵ – ۹ اکتبر ۱۹۷۳) موسیقی‌دان، نوازندهٔ گیتار و خواننده اهل ایالات متحده آمریکا بود. به عنوان یکی از پیشگامان موسیقی میانهٔ قرن بیستم، او در دهه ۱۹۳۰ و ۱۹۴۰ با ضبط موسیقی مذهبی محبوبیت یافت که با ترکیبی منحصر به فرد از اشعار روحانی و همراهی ریتمی که نوع اولیه راک اند رول بود شناخته می‌شد. او از اولین ستاره‌های بزرگ موسیقی گاسپل بود و در میان اولین نوازندگان گاسپل بود که مورد توجه مخاطبان موسیقی موسیقی ریتم اند بلوز و راک اند رول قرار گرفت، که بعدها لقب "خواهر اصلی روح"و" مادرخواندهٔ راک اند رول" شناخته شد او بر موسیقی دانان اولیه راک اند رول، مانند لیتل ریچارد، جانی کش، کارل پرکینز، چاک بری، الویس پریسلی و جری لی لوئیس تأثیرگذار بود.
ثارپ از پیشگامان تکنیک گیتار بود، او از اولین نوازندگان گیتار الکتریک بود که صدای دیستورت شدهٔ سنگین را برای گیتارش استفاده کرد، که بعدها در موسیقی بلوز الکتریک رایج شد. سبک نوازندگی او تأثیر بسزایی بر موسیقی بلوز در بریتانیا داشت، به‌طور مشخص تور اروپایی او و مادی واترز که توقفی در منچستر هم داشت، توسط نوازندگان مطرحی مانند اریک کلپتون، کیث ریچاردز و جف بک ذکر شده‌است.